# Област Нишикамо
Област Нишикамо (јап. 西加茂郡) Nishikamo-gun је рурална област која се налази у региону Нишимикава у централном делу префектуре Аичи, Јапан.
Задњи демографко-географски подаци су из 2004. године непосредно пре укидања области. У области Хигашикамо живело је 59.574 становника, а густину насељености је била 1.855,31 становника по км². Укупна површина области је 32,11 км².

## Историја
Област Камо (加 茂 郡) био је једна од древних области провинције Шинано, али је пребачена у провинцију Микава током Сенгоку периода. У катастарским реформи раног Меиџи периода, 22. јула 1878. године, Камо Дистрикт је подељена на област Хигашикамо и област Нишикамо у Аичи префектури. Са организацијом општина 1. октобра, 1889, област Нишикамо је подељена на 30 села.
Село Коромо је унапређено у статус варош 29. јануара 1892. У оквиру консолидације, преостали број села је смањен са 29 на седам 1. марта 1906, 1951 Коромо добија статус града, а 1. априла 1953. године, село Санаге добија статус вароши, спајањем са два суседна села 1. марта 1955. Село Такахаши је припојило Коморо 1956. Дана 1. априла, 1958. године село Мијоши добија статус варош, међутим, 1. априла, 1967. године, варош Санге спојио се са градом Тојота. Село Фуџиока добија статус града 1. априла 1978. године, остављајући округ са две вароши и једним селом.
Током дискусије која се односила на општинско спајање и укдање у Јапану, Мијоши одбацило је планове да се споји са градом Тојота 5. августа 2003. године.
Међутим, 1. априла 2005. године, варош Фуџиока, а село Обара, заједно са градовима Асахи, Асуке и Инабу, а село Шимојама (сви из области Хигашикамо), обједињени су у град Тојота.
Са променом статуса Мијочија у град 4. јануара 2010. године, област Нишикамо је укинута.